# Альте Іссель
Альте Іссель (нім. Alte Issel) — річка в Німеччині, протікає по землі Північний Рейн-Вестфалія, річковий індекс 928. Загальна довжина річки 81,7 км. Висота витоку 55 м.
Річкова система річки — Рейн.
| Німеччина | Це незавершена стаття з географії Німеччини. Ви можете допомогти проєкту, виправивши або дописавши її. |

| Річка | Це незавершена стаття про річку. Ви можете допомогти проєкту, виправивши або дописавши її. |